# Kostel Nanebevzetí Panny Marie (Horní Maršov)
Kostel Nanebevzetí Panny Marie je římskokatolický, neorientovaný, filiální, bývalý farní kostel v obci Horní Maršov. Patří do farnosti Janské Lázně. Je chráněn od 3. 5. 1958 jako kulturní památka České republiky. Je situován ve středu obce, vpravo při komunikaci – třídě Josefa II. směr Temný Důl. Je dominantou obce. Je nazýván také nový nebo dolní kostel, k odlišení od staršího menšího kostela stejného zasvěcení.

## Historie
Potřeba zbudovat v Horním Maršově nový kostel vznikla poté, co do původního hřbitovního kostela stejného zasvecení 3. června 1868 třikrát za sebou uhodil blesk, jehož následkem během krátké doby shořel celý krov a zvony ze 17. století se zřítily a roztavily. Vznikl výbor pro stavbu kostela, složený z 18 členů, jehož náplní byla jak péče o obnovu starého kostela, tak sehnání prostředků na stavbu kostela nového. Díky hraběnce Aloisii Czernin-Morzinové, majitelce zdejšího panství, se podařilo získat pro stavbu nového kostela jednoho z nejvýznamnějších českých architektů té doby, Josefa Schulze (který projektoval mimo jiné Národní divadlo, Rudolfinum i Národní muzeum). Stavbu vedl stavební inženýr Otto Fiedler z Hostinného.
Základ stavby byl položen roku 1894, slavnost vložení základního kamene do pravostranné podezdívky zdi vstupní haly věže se konala na svátek sv. Martina roku 1895. Roku 1897 rozestavěný kostel bez úhony přestál katastrofální povodeň, která zasáhla údolí Úpy. Kostel byl dokončen a předán k užívání v roce 1899, k jubileu 50 let vlády císaře Františka Josefa I.
Kostel přišel o zvony jak za první, tak i za druhé světové války. Současný zvon Duch svatý kostelu daroval 15. 8. 1998 pravnuk zakladatelky kostela Josef Czernin-Kinsky s manželkou Theresií. Je na něm český a německý nápis "Pro smíření a mír".

## Architektura
Novogotická stavba s fasádou z lícových cihel. Věž, vysoká 53 metrů je od 2. července 1898 zakončena křížem o váze 385 kg s korouhvičkou kohouta – symbolem bdělosti a ostražitosti.

## Bohoslužby
Pravidelné bohoslužby se konají v sobotu od 16.00.